# Catherine Middleton
Pour les articles homonymes, voir Kate Middleton (homonymie) et Middleton.
Signature
Catherine Middleton, dite Kate Middleton, née le 9 janvier 1982 à Reading (Berkshire), est l'épouse de William, prince de Galles, héritier du Royaume-Uni (fils aîné du roi Charles III et de lady Diana Spencer, et petit-fils de la reine Élisabeth II).
De naissance roturière, elle devient membre de la famille royale britannique le jour de son mariage, le 29 avril 2011. Depuis cette date, elle porte le titre de duchesse de Cambridge avec le prédicat d'altesse royale.
Elle porte également les titres de duchesse de Cornouailles et de Rothesay depuis le 8 septembre 2022 et, dès le lendemain, ceux de princesse de Galles et de comtesse de Chester.

## Biographie

### Premières années

#### Naissance et famille
Catherine Elizabeth Middleton naît le 9 janvier 1982 au Royal Berkshire Hospital et grandit dans le Berkshire. Elle est la fille de Michael Middleton (en) et Carole Goldsmith, qui ont fait fortune en créant une entreprise de vente d’accessoires de fête. Elle est baptisée le 20 juin 1982 à St Andrew's Bradfield, dans le Berkshire.
Elle a un frère cadet, James (né le 15 avril 1987), ainsi qu'une sœur cadette, Philippa, surnommée Pippa, née le 6 septembre 1983.

#### Scolarité
Après avoir étudié au Marlborough College, Catherine intègre l'université de St Andrews.

#### Relation avec le prince William
Catherine Middleton rencontre le prince William à l'université de St Andrews en 2001. Le prince aborde Catherine pour la première fois en mars 2002, à la suite d'un défilé de mode à but caritatif. Ils partagent une colocation avec deux autres étudiants à partir du mois suivant. Kate et William commencent à se fréquenter régulièrement, puis attirent l'attention des médias dès Noël 2003.
En 2005, le couple fait l'objet de toutes les attentions, et les journaux spéculent sur un possible mariage. Celui-ci tardant à être annoncé, Catherine est surnommée « Waity Katie » (« Katie qui attend »). Le couple rompt brièvement en avril 2007 avant de se reformer trois mois plus tard.
En avril 2008, Kate apparaît aux côtés de William lors de sa cérémonie de remise des diplômes de la Royal Air Force, suggérant que la relation du couple est désormais permanente et qu'elle a obtenu l'approbation des membres seniors de la famille royale.
Le couple se fiance en octobre 2010, lors de vacances privées au Kenya, après avoir obtenu l'autorisation de la reine Élisabeth II et du père de Catherine Middleton. Les fiançailles sont officiellement annoncées le 16 novembre 2010, à Clarence House, après huit années de vie commune ; à cette occasion, le prince William donne à Kate la bague de fiançailles que son père avait offerte à sa mère, Diana Spencer.
En dehors de son baptême dans l'Église d'Angleterre à l'âge de cinq mois, Catherine Middleton n'est pas une pratiquante régulière. Bien que cela ne soit pas une obligation légale pour son mariage avec le prince William, qui deviendrait gouverneur suprême de l'Église d'Angleterre en cas d'accession au trône, Catherine Middleton fait sa confirmation lors d'un office privé célébré le 10 mars 2011 par l'évêque de Londres, qui officie quelques semaines plus tard au mariage royal. Elle l'explique comme un choix privé faisant « partie de sa préparation au mariage ».

### Mariage et descendance

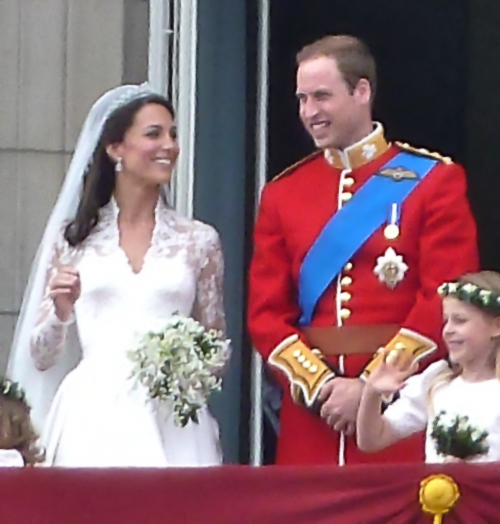
Kate et William, sur le balcon du palais de Buckingham.

Le 16 novembre 2010, Clarence House annonce que le prince William, fils aîné du prince de Galles, a l'intention d'épouser sa compagne de longue date Catherine Middleton « dans le courant de l'été 2011, à Londres ».
Le mariage a lieu le 29 avril 2011 à l'abbaye de Westminster. À cette occasion, la reine accorde au prince William le titre de duc de Cambridge. Catherine Middleton devient ainsi duchesse de Cambridge et épouse de l'héritier présomptif au trône. Le couple réside sur l'île d'Anglesey, en Galles du Nord, où le prince William est basé en tant que pilote pour la Royal Air Force, tandis que leur résidence officielle à Londres demeure Clarence House, suivie du palais de Kensington,.
Le prince et la princesse de Galles sont les parents de trois enfants :
1. le prince George Alexander Louis de Galles (né à Londres le 22 juillet 2013) ;
2. la princesse Charlotte Elizabeth Diana de Galles (née à Londres le 2 mai 2015) ;
3. le prince Louis Arthur Charles de Galles (né à Londres le 23 avril 2018)[12].

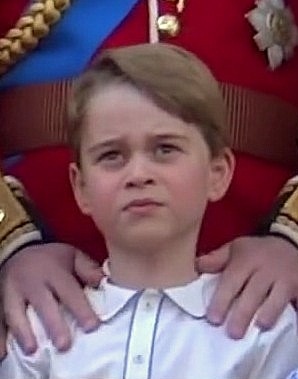
George de Galles
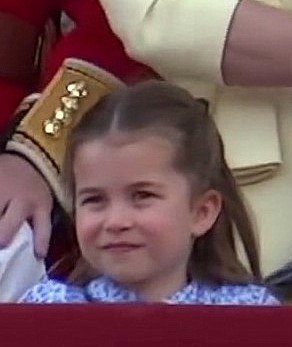
Charlotte de Galles
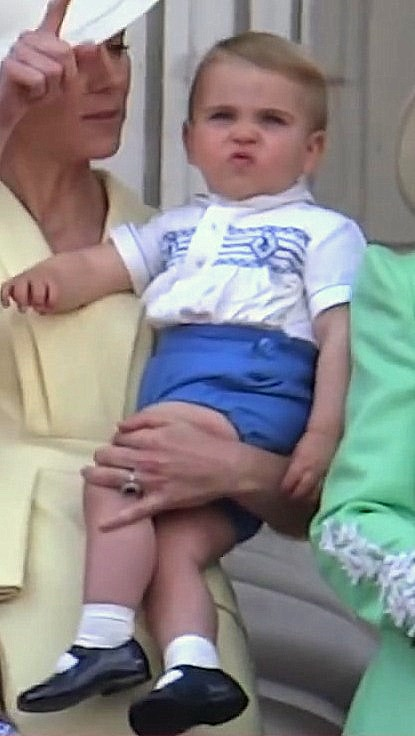
Louis de Galles

À l’été 2022, le duc et la duchesse de Cambridge et leurs enfants déménagent du palais de Kensington à Londres pour Adelaide Cottage à Windsor,.

### Duchesse de Cambridge

#### Engagements officiels et voyages
Le premier engagement officiel de Kate Middleton a lieu deux mois avant son mariage à Anglesey, au nord du Pays de Galles. À cette occasion, le prince William et sa fiancée sont invités à baptiser un bateau. Quelques jours plus tard, ils se rendent à St Andrews, pour le lancement des festivités du 600e anniversaire de leur ancienne université.
En 2011, le duc et la duchesse de Cambridge effectuent leur premier voyage officiel au Canada et aux États-Unis. À cette occasion, le couple princier rencontre le président des États-Unis, Barack Obama, et son épouse Michelle.
En 2012, le duc, la duchesse de Cambridge et le prince Harry de Galles sont nommés ambassadeurs des Jeux olympiques et jeux paralympiques d'été de Londres. Ils assistent aux cérémonies d'ouverture et de clôture et soutiennent les athlètes britanniques tout au long des jeux. En septembre 2012, le palais de Buckingham annonce un déplacement du duc et de la duchesse en Asie à l'occasion du jubilé de diamant de la reine Élisabeth II.

#### Activités philanthropiques
En mars 2011, William et Catherine annoncent la mise en place d'un fonds sous l'égide de la Fondation Prince William et Prince Harry. Par ce fonds, le couple affiche sa volonté de voir des dons effectués à des associations en lieu et place des traditionnels cadeaux de mariage. L'argent ainsi récolté, réparti entre 26 associations choisies par William et Catherine, finance des causes importantes à leurs yeux (les forces armées, les enfants, les personnes âgées, les arts, les sports...). Elle en assure la présidence.
La plupart des membres de la famille royale britannique assurent également le patronage d'associations d’intérêt public. Le combat de Diana Spencer contre les mines antipersonnel en Afrique fut particulièrement médiatisé et son action fut prépondérante : Traité pour l’interdiction des mines antipersonnel, traité d'Ottawa signé le 3 décembre 1997 (donc, peu de temps après son décès) par 122 pays. Le choix des associations qu'elle souhaite soutenir est cependant laissé à l'appréciation de la nouvelle duchesse de Cambridge. En janvier 2012, la duchesse annonce les organismes de bienfaisance qu'elle soutient : 
- The Art Room ;
- National Portrait Gallery ;
- East Anglia's Children's Hospice (EACH) ;
- Action on Addiction.

La duchesse est également bénévole pour l'association Scout d'Anglesey où elle résidait avec son époux.

#### Scandale photographique
En septembre 2012, le magazine de presse people Closer ainsi que le magazine Chi, du groupe de presse Mondadori, dont Silvio Berlusconi est propriétaire, publient des photos de la duchesse dénudée en compagnie de son époux sur la terrasse d'une villa en Provence. Le couple porte alors plainte, l’affaire étant suivie au tribunal de grande instance de Nanterre qui, dans un premier temps, interdit à l'éditeur Mondadori « de céder ou diffuser [les photographies] par tout moyen, sur tout support, auprès de quiconque et de quelque manière que ce soit, notamment sur des tablettes numériques » et lui enjoint « de restituer au couple princier « l'intégralité des supports numériques » contenant ces photographies », puis ouvre une enquête au pénal pour violation de la vie privée.

### Princesse de Galles

#### Accession au titre
Le 9 septembre 2022, à la suite de la mort de la reine Élisabeth II, l'époux de Catherine, William, hérite du titre de prince de Galles. Catherine Middleton devient la nouvelle princesse de Galles. Deux jours après l’accession au trône de son beau-père, le roi Charles III, elle accompagne son époux lors d’une marche au château de Windsor en hommage à la reine. Le prince Harry et son épouse sont également présents.

#### Santé
Du 16 au 29 janvier 2024, la princesse de Galles est hospitalisée à la London Clinic (en) pour une « intervention chirurgicale abdominale programmée », qui devait la tenir éloignée de ses fonctions jusqu'au printemps. Le 10 mars, compte-tenu de cette inhabituelle absence médiatique prolongée, le couple publie une photo de famille prise à Windsor à l'occasion de la fête des mères au Royaume-Uni, présentant Catherine Middleton au centre entourée de ses trois enfants, accompagnée d’un court message de remerciement. Cette publication devait mettre un terme aux rumeurs et spéculations sur son absence. Relayée par plusieurs agences internationales de presse (AFP, AP, Reuters), celles-ci décident de retirer rapidement la photo de leur catalogue, les « modifications ne respectant pas les standards éthiques de la profession […] »,. Le 11 mars, par le biais de son compte sur X, la princesse de Galles présente ses excuses pour avoir publié une photo manipulée, affirmant qu'elle « expérimente occasionnellement des retouches »,. Cette opération de communication du palais de Kensington est qualifiée par le Daily Mail de « PR disaster » (ou « désastre de relations publiques ») qui, selon le quotidien, entame la confiance envers le couple héritier et amplifie les théories de complot liées au manque d'informations. Le 20 mars, trois membres du personnel de la London Clinic font l'objet d'une enquête pour avoir prétendument tenté d'accéder aux dossiers médicaux confidentiels de Catherine Middleton.
Après des semaines de spéculations sur son état de santé, Kate Middleton annonce le 22 mars 2024 dans une vidéo sur le site officiel du prince de Galles, relayée par les médias britanniques, être atteinte d’un cancer et avoir commencé un traitement préventif de chimiothérapie sans préciser la nature du cancer,. Elle remercie ses nombreux soutiens et déclare : « Nous avons besoin de temps, d'espace et d'intimité pendant que je poursuis mon traitement ». À la suite de cette annonce publique, de nombreux messages de soutien lui sont adressés, dont celui du roi Charles III, souffrant lui-même d’un cancer et qui réagit immédiatement : « Sa Majesté est très fière de Catherine pour le courage dont elle a fait preuve en parlant comme elle l’a fait ». De même, le prince Harry, frère de William, et son épouse Meghan lui apportent également leur soutien. Parmi les personnalités politiques, le président français Emmanuel Macron salue la « force et la résilience » de la princesse tout en lui souhaitant « un rétablissement complet », tandis que le président américain Joe Biden déclare « prier » pour le rétablissement de la princesse de Galles.
Dans une vidéo publiée par le palais de Kensington le 9 septembre 2024, la princesse de Galles annonce avoir terminé son traitement de chimiothérapie et confie que « les neuf derniers mois ont été incroyablement difficiles pour notre famille ». En janvier 2025, elle déclare finalement être en rémission. Néanmoins, la princesse de Galles évoque ses difficultés à se remettre de sa chimiothérapie à l'occasion d'une visite officielle en juillet 2025 qui selon l’expert royal Richard Fitzwilliams (en) induit qu’elle ne devrait pas reprendre ses fonctions royales à plein temps.

## Titres et honneurs

### Titulature complète
De naissance roturière, Catherine Middleton ne portait aucun titre de noblesse avant son mariage. Elle porte désormais le titre de son époux et sa titulature officielle est « Son Altesse Royale la princesse de Galles, duchesse de Cornouailles, de Rothesay et de Cambridge, comtesse de Chester, de Strathearn et de Carrick, dame des Îles, baronne Carrickfergus ».
L'appellation « princesse Catherine » est incorrecte. N'étant princesse que par mariage, elle est la princesse William (en tant qu'épouse du prince William). Seul un décret royal (comme ce fut le cas pour le prince Philip ou la princesse Alice) permettrait à la princesse de Galles de porter le titre de « princesse Catherine ».
Elle porte successivement les titres suivants :
- 29 avril 2011 - 8 septembre 2022 : Son Altesse Royale la duchesse de Cambridge ;
- depuis le 8 septembre 2022 : Son Altesse Royale la duchesse de Cornouailles et de Cambridge.
  - en Écosse, depuis le 8 septembre 2022 : Son Altesse Royale la duchesse de Rothesay
- depuis le 9 septembre 2022 : Son Altesse Royale la princesse de Galles.

### Armoiries
| Armoiries avant son mariage. |  | Armoiries en tant que duchesse de Cambridge. |  | Armoiries en tant que princesse de Galles. |
| Armoiries avant son mariage. |  | Armoiries en tant que duchesse de Cambridge. |  | Armoiries en tant que princesse de Galles. |

Le 19 avril 2011, les armes de Catherine Middleton qui ont notamment orné le programme du mariage sont officialisées. N'étant pas noble, la famille Middleton ne possédait pas d'armoiries spécifiques. Michael Middleton a donc fait une demande de création auprès du College of Arms, qui lui a été accordée. Catherine Middleton se serait beaucoup impliquée dans la conception de ses armoiries. Elles représentent trois rameaux de chêne séparés par un chevron doré et se blasonnent « Parti d’azur et de gueules, au chevron d'or coticé d’argent, accompagné de trois glands renversés d'or, tigés et feuillés du même ».
Chaque élément a été choisi pour sa symbolique :
- la division symétrique du blason correspond à ce que signifie une partie du patronyme : middle signifie « milieu » ;
- les teintes bleue et rouge correspondent aux couleurs principales de l'Union Jack (agrémenté du blanc représentant des montagnes) ;
- le chêne représente le Berkshire, région où Catherine a été élevée ;
- les trois glands dessinés au bout de chaque rameau pour les trois enfants du couple Middleton ;
- le chevron est de couleur or pour le nom de jeune fille de Carole Middleton (Goldsmith, orfèvre en anglais) ;
- les cotices blanches qui accompagnent le chevron représentent les montagnes du parc national de Lake District, où la famille Middleton aime se rendre.

Comme le veut la tradition, les armoiries ont été créées pour Michael Middleton et sont donc utilisables par son épouse et leurs descendants Middleton. Le blason de Catherine, avant son mariage avec le prince William, correspondait au blason de son père présenté dans un écu féminin, le ruban bleu symbolisant le fait que la jeune femme n'était pas encore mariée. Pour Thomas Woodcock, qui dirige le College of Arms, « le but [de ces armoiries] était de représenter la famille Middleton tout entière, leur foyer, et ce qu’ils aiment ». Ce blason est transmissible à la postérité de son frère James.

### Ordres
- Dame grand-croix de l'ordre royal de Victoria (2019)[40]
- Ordre du Mérite des Tuvalu (2017)[41]
- Ordre de la famille royale d'Élisabeth II (2017)[42]
- Ordre des compagnons d'honneur (2024)[43]
- Ordre de la famille royale de Charles III (2024)[44]
- Grand Officier de l'Ordre national du Mérite (2025)

### Médailles
- Médaille du jubilé de diamant de la reine Élisabeth II (2012)
- Médaille du jubilé de platine d'Élisabeth II (2022)
- Médaille du couronnement de Charles III (2023)

### Grades militaires honorifiques
- depuis le 21 décembre 2022 : colonel du régiment des Irish Guards

## Ascendance
Le généalogiste William Addams Reitwiesner a découvert que Catherine Middleton, par son arrière-grand-mère paternelle Olive Lupton, partageait un ancêtre commun avec son époux William en la personne de Thomas Fairfax, ce qui fait d'eux des cousins au 15e degré.